# William Brown (Curler, 1876)
Willie Brown (* 1876 in Schottland; † 20. Januar 1961 in Montréal) war ein kanadischer Curler und Olympiasieger. 
Brown spielte als Skip der kanadischen Québec-Mannschaft bei den III. Olympischen Winterspielen 1932 in Lake Placid im Curling. Die Mannschaft gewann die olympische Silbermedaille. Da Curling damals noch eine Demonstrationssportart war, besitzt die Medaille keinen offiziellen Status.

## Erfolge
- 2. Platz Olympische Winterspiele 1932 (Demonstrationswettbewerb)